# Кергудское сельское поселение
Кергудское се́льское поселе́ние — упразднённое муниципальное образование в Ичалковском районе Мордовии Российской Федерации.
Административный центр — село Кергуды.

## История
Статус и границы сельского поселения установлены Законом Республики Мордовия от 1 декабря 2004 года № 98-З «Об установлении границ муниципальных образований Ичалковского муниципального района, Ичалковского муниципального района и наделении их статусом сельского поселения и муниципального района».
Упразднено в 2019 году с включением всех населённых пунктов в Кемлянское сельское поселение (сельсовет).

## Население
| 2002 | 2010 | 2012 | 2013 | 2014 | 2015 | 2016 |
| ---- | ---- | ---- | ---- | ---- | ---- | ---- |
| 381  | ↗406 | ↘400 | ↘397 | ↘391 | ↘385 | ↘377 |
| 2017 | 2018 | 2019 |      |      |      |      |
| ↗378 | →378 | ↘369 |      |      |      |      |

## Состав сельского поселения
| № | Населённый пункт | Тип населённого пункта | Население |
| - | ---------------- | ---------------------- | --------- |
| 1 | Кергуды          | село                   | ↗397      |
| 2 | Малые Ичалки     | деревня                | ↘9        |